# Styrbjörn Lindedal
Styrbjörn Lindedal, född 5 november 1904 i Münster, död 5 maj 1991 i Göteborg, var en svensk dirigent, översättare och tonsättare.

## Biografi
Styrbjörn Lindedal var repetitör och kapellmästare vid Stora Teatern i Göteborg 1927–1968, förste kapellmästare från 1938, samt chef 1958–1959 och 1970–1971. Han var lärare i dirigering och instrumentation vid musikkonservatoriet i Göteborg 1960–1972 och vid Statens scenskola i Göteborg 1960–1975. Lindedal var gästdirigent på Kungliga Teatern och vid Det Kongelige Teater i Köpenhamn. Styrbjörn Lindedal invaldes som ledamot 809 av Kungliga Musikaliska Akademien den 24 februari 1977.
Styrbjörn Lindedal översatte operetter och komponerade. Han var den förste som uppförde Gershwins opera Porgy och Bess i Sverige (1948).
Lindedal var gift med sångerskan Alice Sterner.

## Priser och utmärkelser
- 1963 – Göteborgs stads förtjänsttecken
- 1964 – Medaljen för tonkonstens främjande
- 1977 – Ledamot nr 809 av Kungliga Musikaliska Akademien